# Justizvollzugsanstalt Kaiserslautern
Die Justizvollzugsanstalt Kaiserslautern (JVA) war eine Strafanstalt des Landes Rheinland-Pfalz. Sie befand sich in der Stadt Kaiserslautern. Sie war eine von zwei JVA des Landes, die im Dezember  2002 geschlossen und durch die Justizvollzugsanstalt Rohrbach ersetzt wurden.

## Geschichte
Die Regierung des Königreichs Bayern hatte ab Herbst 1821 in Kaiserslautern ein Centralgefängnis für die bayerische Pfalz errichtet, das ab 1867 als Zuchthaus geführt wurde. Bekannte Gefangene des Centralgefängnises waren der Philosoph Friedrich Engels und der Hambacher Revolutionär Johann Georg August Wirth. Das auf dem Gelände des heutigen Rathauses erbaute Centralgefängnis wurde bis 30. Juni 1909 betrieben. Der Hauptbau des Centralgefängnis wurde 1936 abgerissen. Den „Halbmond“, einen weiteren Gebäudeteil, riss die Stadt am 30. Januar 1939 ab. Das Gefängnis am Morlauterer Weg, die spätere Justizvollzugsanstalt Kaiserslautern, wurde 1867 erbaut und 1938 erweitert. Die Justizvollzugsanstalten des Landes Rheinland-Pfalz in Kaiserslautern und Mainz wurden im Dezember 2002 geschlossen und durch die Justizvollzugsanstalt Rohrbach ersetzt.

## Heutige Nutzung
In der ehemaligen JVA am Morlauterer Weg wurde nach 2002 das Hotel Alcatraz eingerichtet.